# Limonium eugeniae
Limonium eugeniae är en triftväxtart som beskrevs av fader Sennen. Limonium eugeniae ingår i släktet rispar, och familjen triftväxter. Inga underarter finns listade i Catalogue of Life.